# Державна премія України імені Тараса Шевченка — лауреати 1998 року
Державні премії України імені Тараса Шевченка в галузі літератури, журналістики, мистецтва і архітектури 1998 року були присуджені Указом Президента України від 6 березня 1998 р. № 170 за поданням Комітету по Державних преміях України імені Т. Г. Шевченка. Розмір Державної премії України імені Тараса Шевченка склав п'ятнадцять тисяч гривень кожна та розмір Малої Державної премії України імені Тараса Шевченка — сім з половиною тисяч гривень..

## Список лауреатів
| Галузь                           | Лауреат | Обґрунтування |
| -------------------------------- | --- | --- |
| Література                       | Андріяшик Роман Васильович — письменник                                                                                      | за роман «Сторонець»                                                                                                   |
| Образотворче мистецтво           | Художники: Литовченко Марія Тимофіївна Литовченко Іван Семенович (посмертно)                                                 | за гобелен-триптих «Витоки слов'янської писемності»                                                                    |
| Образотворче мистецтво           | Художники: Пасивенко Володимир Іванович Прядка Володимир Михайлович                                                          | за монументально-декоративне панно «Біль Землі», створені для Національної бібліотеки України імені В. І. Вернадського |
| Образотворче мистецтво           | Яблонська Тетяна Нилівна — художниця                                                                                         | за серію живописних робіт 1993–1997 років                                                                              |
| Музика                           | Дремлюга Микола Васильович — композитор                                                                                      | за симфонію № 3 «Пам'яті жертв голодомору 1932—1933 років в Україні»                                                   |
| Концертно-виконавська діяльність | Савчук Євген Герасимович — художній керівник та головний диригент Національної заслуженої академічної капели України «Думка» | за концертні програми української хорової музики 1992–1997 років                                                       |
| Мала Шевченківська премія        | Артисти: Нагорна Ольга Василівна Дідик Михайло Петрович                                                                      | за виконання головних партій Джільди і Герцога в опері «Ріголетто» Джузеппе Верді у Національній опері України         |